# Carlton-Intersport-Cup 1986
Der Carlton-Intersport-Cup 1986 im Badminton fand vom 8. bis zum 12. Oktober 1986 in Schwäbisch Gmünd, Deutschland statt. Mit einem Preisgeld von 14.000 US-Dollar wurde das Turnier in Kategorie 2 der Grand-Prix-Wertung eingestuft.

## Finalresultate
| Disziplin    | Sieger                       | Finalist                       | Ergebnis           |
| ------------ | ---------------------------- | ------------------------------ | ------------------ |
| Herreneinzel | Poul-Erik Høyer Larsen       | Sze Yu                         | 2:15, 17:14, 15:11 |
| Dameneinzel  | Yao Fen                      | Kirsten Larsen                 | 11:7, 11:7         |
| Herrendoppel | Martin Dew Dipak Tailor      | Jesper Helledie Steen Fladberg | 15:9, 18:14        |
| Damendoppel  | Gillian Clark Gillian Gowers | Dorte Kjær Nettie Nielsen      | 15:9, 15:11        |
| Mixed        | Martin Dew Gillian Gilks     | Nigel Tier Gillian Gowers      | 15:12, 15:4        |